# Васкес, Виктор
Виктор Васкес Сольсона (исп. Víctor Vázquez Solsona; род. 20 января 1987, Барселона, Испания) — испанский футболист, атакующий полузащитник.

## Клубная карьера
Васкес — воспитанник клуба «Барселона» из своего родного города. Он прошёл все команды молодёжной системы клуба. 12 апреля 2008 года в матче против «Рекреативо» Виктор дебютировал в Ла Лиге, заменив во втором тайме Сантьяго Эскерро. 7 декабря 2010 года в поединке Лиги чемпионов против российского «Рубина» Васкес забил свой первый гол за «Барселону». В составе каталонского клуба Виктор стал чемпионом и обладателем Кубка Испании, а также двукратным победителем Лиги чемпионов, хотя его вклад в общий успех был ничтожно мал.
Летом 2011 года в поисках игровой практики Виктор покинул Испанию и перешёл в бельгийский «Брюгге». Контракт был подписан на три года. 31 июля в матче против «Вестерло» он дебютировал в Жюпилер-лиге. В этом же поединке Васкес забил свой первый гол за новую команду. В 2013 году Виктор продлил соглашение с «Брюгге» до 2016 года. В 2015 году он помог команде завоевать Кубок Бельгии и был признан лучшим футболистом чемпионата по итогам сезона.
В начале 2016 года Васкес перешёл в мексиканский «Крус Асуль». Сумма трансфера составила 1,5 млн евро. В матче против «Леона» он дебютировал в мексиканской Примере. 6 марта 2016 года в поединке против «УНАМ Пумас» Виктор забил свой первый гол за «Крус Асуль».
20 февраля 2017 года Васкес подписал контракт с канадским клубом MLS «Торонто». В североамериканской лиге он дебютировал 4 марта в матче стартового тура сезона против «Реал Солт-Лейк». 18 марта в поединке против «Ванкувер Уайткэпс» Виктор забил свой первый гол за «Торонто». В 2017 году Васкес помог клубу сделать домашний требл: выиграть чемпионат (Кубок MLS), регулярный сезон чемпионата (Supporters’ Shield) и национальный кубок (Первенство Канады), а по итогам сезона MLS, в котором забил 8 мячей и отдал 16 результативных передач в 31 матче, он был включён в символическую сборную лиги.
В январе 2019 года Васкес перешёл в клуб катарской Лиги звёзд «Аль-Араби», подписав контракт на полтора сезона.
Летом 2019 года он перешёл в другой катарский клуб «Умм-Салаль».
Летом 2020 года Васкес вернулся в Бельгию, подписав двухлетний контракт с клубом «Эйпен». Через два месяца после переезда в «Эйпен» Васкес попросил расторгнуть его контракт по личным причинам, на что клуб согласился.
17 марта 2021 года Васкес вернулся в MLS, подписав контракт с «Лос-Анджелес Гэлакси», где воссоединился с бывшим тренером «Торонто» Грегом Ванни. За «Гэлакси» он дебютировал 18 апреля в матче стартового тура сезона против «Интер Майами». 21 июля в матче против «Реал Солт-Лейк» он забил свой первый гол за «Гэлакси». По окончании сезона 2021 «Лос-Анджелес Гэлакси» не стал продлевать контракт с Васкесом согласно опции, но начал с ним переговоры относительно сезона 2022, и 19 января 2022 года стороны согласовали однолетнее продление контракта до конца сезона 2022 с опцией на сезон 2023. По окончании сезона 2022 «Лос-Анджелес Гэлакси» не продлил контракт с Васкесом, но провёл с ним переговоры относительно сезона 2023.
22 ноября 2022 года во втором этапе драфта возвращений MLS Васкес был выбран его бывшим клубом «Торонто». 16 декабря клуб подписал с игроком контракт до конца сезона 2023 с опцией продления на сезон 2024. По окончании сезона 2023 «Торонто» не продлил контракт с Васкесом.

## Достижения
Командные
 «Барселона»
- Чемпион Испании: 2008/09
- Обладатель Кубка Испании: 2008/09
- Победитель Лиги чемпионов УЕФА: 2008/09, 2010/11

 «Брюгге»
- Обладатель Кубка Бельгии: 2014/15

 «Торонто»
- Чемпион MLS: 2017
- Победитель регулярного чемпионата MLS: 2017
- Победитель Первенства Канады: 2017, 2018

Индивидуальные
- Лучший игрок чемпионата Бельгии: 2014/15
- Член символической сборной MLS: 2017